# 鲁埃勒桥

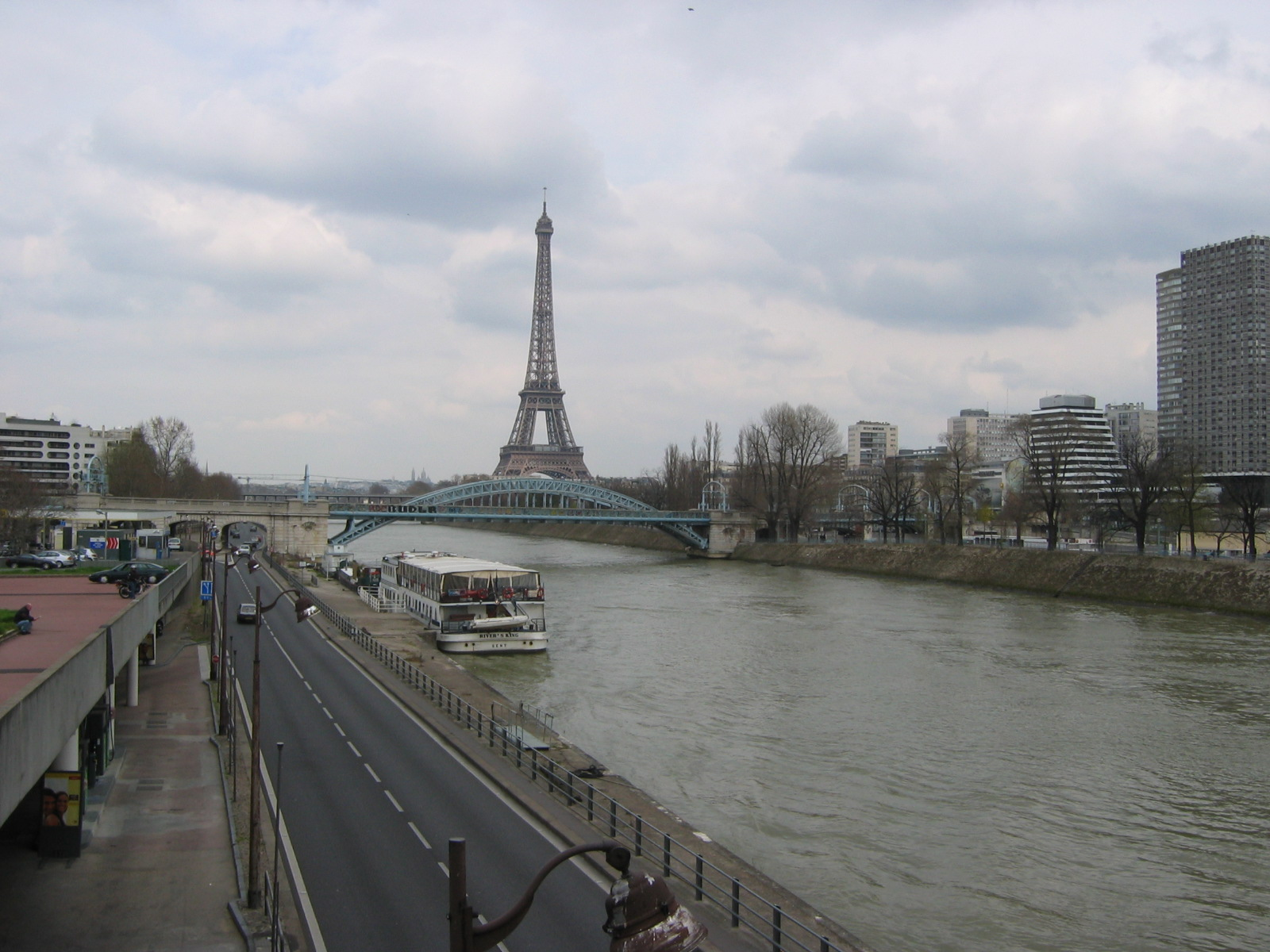
鲁埃勒桥

鲁埃勒桥（法語：Pont Rouelle）是一条位于法国巴黎的钢制拱桥，连接巴黎十五区和巴黎十六区，横跨塞纳河以及河道中央的天鹅岛。桥梁长173米，宽20米。于1900年世界博览会兴建，1937年被弃用，现存建筑于1988年落成。目前，此桥只允许大区快铁C线的列车经过。鲁埃勒桥得名于鲁埃勒路，该路以法国化学家、药剂师纪尧姆-弗朗索瓦·鲁埃勒命名。